# Compagnie d'électricité de Chūgoku
La Compagnie d'électricité de Chūgoku (中国電力株式会社, Chūgoku denryoku kabushiki-gaisha), en anglais Chugoku Electric Power Co. ou CEPCO est la compagnie d'électricité de la région du Chūgoku, au Japon. Créée en 1951, la Compagnie est l'une des plus grandes entreprises dans son pays de création. En 2022 (?), la compagnie va changer son nom pour EnerGia, dans le contexte de transition énergétique.

## Son organisation
Cette petite compagnie fournit de l'électricité dans les préfectures de Tottori, Shimane, Okayama, Hiroshima et Yamaguchi.
Elle exploite la centrale nucléaire de Shimane et elle fait construire pour la centrale nucléaire de Kaminoseki deux nouveaux réacteurs qui devraient être raccordés au réseau en 2015 et 2018.
Elle a pour principaux actionnaires :
- Yamaguchi Pref. Shinko Zaidan (13,34%).
- Nippon Life Insurance Company (6,245%),
- The Master Trust Bank of Japan (4,75%),
- Japan Trustee Services Bank (4,44%),
- The Sumitomo Trust & Banking Co. (2,01%).

## Son Histoire (1945-1950)
Au début de son histoire, la compagnie fut créée avec les huit autres compagnies d'électricité régionales en mai 1951, quand bien même son histoire remonte au début de l'occupation alliée du Japon en 1945.
Le complexe militaro-industriel japonais a une forte intensité énergétique, centré sur la production d'acier, de navires et de munitions, ayant été détruits en grande partie au début de l'occupation. La bombe larguée sur Hiroshima en août 1945 a pratiquement détruit la principale ville de Chugoku et que d'énormes dommages aient été causés par les bombardements d'autres sites industriels de la région, les installations de production d'électricité de Chugoku ont survécu à la guerre relativement indemnes.
La première occupation alliée a vu un excédent d'énergie dans la région en raison de l'épuisement de la demande industrielle en temps de guerre. Ce schéma s'est reflété dans tout le pays. Cependant, à mesure que le processus de reconstruction d'après-guerre s'accélérait, la demande d'électricité a augmenté de façon considérable et spectaculaire, et a rapidement dépassé l'offre. Le quartier général des puissances alliées (GHQ) craignait qu'une expansion de la production d'électricité sous la structure de guerre hautement centralisée de la Japan Electricity Generation and Transmission Company (JEGTCO) et des neufs sociétés de distribution locales ne soit un pas dans la direction du réarmement.
La structure de guerre elle-même avait joué un rôle clé dans l'expansion militaire du Japon en premier lieu. en 1948, le GHQ a décidé de démanteler la structure centralisée de JEGTCO et de la remplacer par neuf sociétés régionales de production et de distribution d'électricité intégrées. Après un certain désaccord entre le GHQ et le gouvernement japonais naissant sur la structure, le statut et l'organisation précise des nouvelles sociétés ; Le gouvernement a agi pour créer les neuf compagnies d'électricité en mettant en œuvre l'ordonnance de réorganisation de l'industrie des services publics d'électricité et de l'ordonnance sur les services publics. Une dixième compagnie d'électricité, Okinawa Electric Power, a été créée par le gouvernement japonais et la préfecture d'Okinawa en 1972 après que le Japon ait repris le contrôle des Iles Ryuku.
Le 1er mai 1951, les droits d'exploitations et les installations de la succursale publique de la Japan Electricity Generation and Transmission Company et de la Chugoku Electric Power Distribution Company ont été repris par la Chugoku Electric Power Company, nouvellement créée. En vertu d'un décret gouvernemental, la nouvelle société a été chargée de produire et de fournir de l'électricité à l'ensemble du district de Chugoku.

## La croissance alimente la demande (années 1960)
Au début des années 1960, l'économie japonaise était entrée dans une période de croissance sans précédent et la demande d'électricité à Chugoku augmentait de plus de 10% par an. Ce besoin a été alimenté par la demande industrielle des industries chimiques, métallurgiques, sidérurgiques, navales et automobiles qui se développaient le long du corridor côtier sud de la région. Une nouvelle demande est également venue du secteur des petites entreprises en pleine expansion et des consommateurs privés. Ces derniers commençaient à voir les fruits de la croissance rapide du Japon d'après-guerre arrivaient sur le marché. L'électricité supplémentaire nécessaire pour l'éclairage et le chauffage, et pendant les mois d'été pour la climatisation contribua considérablement aux affaires de la compagnie.
L'augmentation de la demande d'énergie électrique a nécessité la modernisation et l'expansion progressives des installations de production et de transport d'électricité de CEPCO. En 1962, la société a achevé la ligne principale de 81 kilomètres et 220 000 volts de Chugoku-West et les sous-stations, ce qui a donné lieu à un système de transmission à très haute tension reliant la région de Chugoku au Kansai à l'est et à Kyushu à l'ouest. Au milieu des années 1960, le taux annuel de croissance de la demande et de la production d'électricité étaient spectaculaire.
À partir du début des années 1960, les nouvelles installations de production développées par CEPCO étaient principalement des centrales thermiques utilisant du pétrole et du charbon importés plutôt que l'énergie hydroélectrique plus traditionnelle. Il s'agit notamment d'un total de cinq centrales au charbon mises en service à Mizushima et Shin Ube entre 1958 et 1964 et d'installations alimentées au pétrole ouvertes à Kudamatsu et Iwakuni en 1964 et 1966, respectivement. En termes de volume de production, l'énergie hydroélectrique dépassait celle de l'énergie thermique en 1963, mais une décennie plus tard, l'équilibre était passé à 88% thermique, 10% hydroélectrique et 2% nucléaire. Cela était dû non seulement à la nouvelle disponibilité de pétrole bon marché provenant de l'étranger comme source d'énergie alternative, mais aussi aux progrès technologiques qui avaient ramené le coût de construction des centrales thermiques nettement inférieur à celui des équivalents hydroélectriques.

## Crise pétrolières et recherche d'énergies alternatives (1970-1980)
En 1971, après plus de 15 ans de croissance ininterrompue de la demande d’électricité dans la région, accompagnée de la disponibilité continue de pétrole bon marché, les premiers signes d’un ralentissement des performances de CEPCO ont commencé à apparaître. Cette année-là, l’Organisation des pays exportateurs de pétrole (OPEP) a réussi à obtenir la première augmentation substantielle du prix du pétrole. Cela n’a pas causé de problèmes immédiats à CEPCO, si ce n’est qu’il a fallu revoir légèrement les prévisions de revenus, bien que cela ait été plus que compensé par la forte demande continue des secteurs industriel et domestique. Du côté des dépenses de l’entreprise, l’augmentation des coûts de personnel et de réparation commençait à saper les performances financières annuelles de l’entreprise, mais pas de manière drastique. Les plans d’investissement de l’entreprise ont également été influencés par les réglementations gouvernementales visant à réduire les niveaux de pollution atmosphérique, ce qui a nécessité l’installation d’épurateurs de gaz de combustion coûteux dans les centrales thermiques. CEPCO a réagi à ces conditions changeantes et difficiles en avançant les dates d’achèvement d’un certain nombre de ses nouveaux projets de production d’électricité. Il s’agit notamment de la première centrale nucléaire de la société à Shimane et de deux centrales au mazout à Tamashima et Iwakuni.
Au début de 1971, avec Kansaku Yamane comme président et Kimio Sakurauchi comme président, CEPCO anticipait une nouvelle croissance régulière - et selon les normes internationales, spectaculaire - dans un avenir prévisible. Le déclenchement de la guerre au Moyen-Orient au milieu de 1973 et le quadruplement ultérieur des prix du pétrole par l’OPEP ont toutefois frappé le Japon plus durement que tout autre pays de l’Organisation de coopération et de développement économiques (OCDE) en raison de la forte dépendance du pays au pétrole du Moyen-Orient. L’effet immédiat sur CEPCO a été une augmentation du prix du carburant pour ses centrales thermiques alimentées au pétrole. Cela a entraîné des difficultés financières à court terme car la société, comme les autres compagnies d’électricité du Japon, n’était pas libre de répercuter les tarifs plus élevés du carburant sur ses consommateurs industriels et nationaux sans l’approbation du ministère du Commerce international et de l’Industrie (MITI). En décembre 1973, le gouvernement japonais a introduit des mesures pour imposer la conservation de l’énergie électrique, mais ce n’est que plus tard l’année suivante que le MITI a finalement consenti à autoriser une augmentation de 60% des tarifs d’électricité pour CEPCO et les autres compagnies d’électricité. La première forte hausse du tarif de l’électricité depuis 20 ans, bien qu’elle ait atténué les pressions financières à court terme sur l’industrie dans son ensemble, n’a finalement pas profité aux compagnies d’électricité car le prix du pétrole a continué d’augmenter. En outre, à mesure que les frais plus élevés étaient répercutés sur le grand secteur manufacturier à forte intensité énergétique, la production a chuté, l’inflation a augmenté et l’économie est entrée dans sa première véritable récession d’après-guerre.
Les hausses des prix du pétrole qui se sont poursuivies tout au long des années 1970 ont stimulé une réévaluation majeure de la sécurité des ressources du Japon. Même si les compagnies d’électricité et pétrolières individuelles ont pu répondre à leurs besoins en pétrole en payant des prix gonflés sur les marchés au comptant du monde entier, il est rapidement devenu évident que le Japon devait diversifier son approvisionnement en énergie loin du Moyen-Orient et de son pétrole. Bien qu’un certain nombre de projets aient été en phase de planification depuis un certain temps, les événements de 1973-74 ont ajouté à l’urgence de la prise de décision stratégique à Tokyo et au siège social de CEPCO à Hiroshima.
La mise en service en 1974 du réacteur à eau bouillante de Shimane (BWR) en tant que première unité nucléaire de CEPCO, d’une capacité de 460 mégawatts, a contribué de manière substantielle aux mesures d’économie de pétrole. En 1976, la politique de diversification a été poursuivie activement grâce à un engagement financier important en faveur de la construction du complexe hydroélectrique de 620 mégawatts de type pompage-turbinage à Nabara. Les économies locales et nationales se redressaient en 1976 et les ventes de CEPCO pour cette année-là ont augmenté de 21% par rapport à l’année précédente.
Malgré les efforts acharnés déployés par CEPCO après le premier choc pétrolier en 1973-74, au moment de la deuxième crise pétrolière, après la révolution iranienne de 1979, CEPCO était encore fortement dépendante du pétrole importé pour la production d’électricité. Sa vulnérabilité à la hausse des prix du pétrole était telle qu’en 1980, CEPCO a été contrainte d’augmenter à nouveau ses tarifs, cette fois de 67%, la plus forte hausse des tarifs des neuf autres compagnies d’électricité. La même année, afin d’accélérer la politique de diversification, il a été décidé que trois centrales électriques au mazout existantes à Shin Ube seraient converties au charbon.
En 1981, CEPCO dépendait encore du pétrole pour 52 % de sa capacité de production, la plus grande dépendance des neuf compagnies d’électricité. Pour réduire davantage les effets déstabilisateurs de cette dépendance, CEPCO a lancé en 1980 des plans d’importation de charbon de Chine et d’Australie, et depuis 1989, du gaz naturel liquéfié est importé d’Australie.
L’accident nucléaire de Three Mile Island aux États-Unis en 1979 a entraîné une suspension des plans de construction de centrales nucléaires au Japon pendant un an et a entraîné une méfiance générale de la population japonaise à l’égard de toutes les questions liées au nucléaire, en particulier dans la région d’Hiroshima. Néanmoins, la construction du Shimane n° 2 a commencé en juillet 1984. La centrale a commencé à fonctionner moins de cinq ans plus tard, en février 1989, ajoutant 820 mégawatts supplémentaires de capacité à la production existante de 460 mégawatts du réacteur n° 1 de Shimane. Toujours en 1989, des plans ont été achevés pour construire un troisième réacteur nucléaire dans la préfecture de Yamaguchi afin de fournir de l’énergie électrique pour le début du XXIe siècle.

## La libéralisation apporte des changements (années 1990 et au-delà)
En 1991, le président de CEPCO, Kenichiro Matsutani, dirigeait une société dont la dépendance à l’égard du pétrole importé était très réduite et dont la capacité de production était bien diversifiée entre le GNL, le charbon et le pétrole importés, et l’énergie hydroélectrique et nucléaire produite localement. En tant que chef de file de la communauté d’affaires de Chugoku, avec un monopole régional dans la fourniture et la distribution d’électricité aux clients domestiques et industriels, CEPCO était désormais mieux préparée aux fluctuations du prix des ressources énergétiques et de la demande d’électricité qu’elle ne l’avait été depuis de nombreuses années.
En fait, au cours de l’exercice 1990, la société a déclaré une augmentation de ses ventes et de ses bénéfices pour la première fois en cinq ans. La bonne fortune s’est poursuivie l’année suivante, alors que le bénéfice après impôts a grimpé de 42,1 %. En 1991, l’entreprise a adopté une nouvelle philosophie d’entreprise respectueuse de l’environnement. Son concept clé comprenait l’étiquette marketing « EnerGia – Avec vous et avec la Terre ».
Pendant ce temps, le secteur de l’électricité au Japon commençait à changer. En 1995, le gouvernement japonais a partiellement libéralisé l’industrie, permettant aux producteurs indépendants d’électricité (IPP) de vendre de l’électricité aux entreprises régionales. Puis, en mars 2000, ces producteurs indépendants ont été autorisés à commercialiser directement auprès des clients, ce qui a permis à la fois à l’étranger et au pays de se faire concurrence sur le marché de détail de l’électricité.
En réponse à la libéralisation, CEPCO a commencé à restructurer ses activités pour se préparer à la concurrence accrue. Trois nouvelles divisions ont été créées : Services énergétiques et marketing, Production d’énergie et Système électrique. Comme les autres compagnies d’électricité régionales, l’entreprise a commencé à réduire ses coûts et à baisser ses prix. Un article du Financial Times de novembre 2000 affirmait que les entreprises japonaises d’énergie électrique étaient également « occupées à construire des sources de revenus alternatives, en se concentrant principalement sur les télécommunications et les activités en marge de leurs activités principales, suivant l’exemple donné par les compagnies d’électricité sur les marchés déréglementés d’Europe et des États-Unis ».
En effet, CEPCO a pénétré plusieurs nouveaux marchés en 2000 et 2001, notamment l’approvisionnement en énergie, l’information et les télécommunications, l’environnement et le soutien aux entreprises et au style de vie. Energia Solution & Service Company Inc. (ESS) a été créée en octobre 2001 en tant qu’entreprise d’approvisionnement en énergie. Mizushima LNG Company Ltd., Mizushima LNG Sales Company Ltd. et Power Engineering and Training Services Inc. ont également été créées. Au début de 2002, Chugoku Information System Service Co. a commencé à offrir un service de connexion Internet à tarif fixe et EnerGia Real Estate Co. Inc. a été lancée.
CEPCO a également élargi son activité principale. Elle avait des plans en cours pour ouvrir plusieurs nouvelles centrales hydroélectriques et thermiques au charbon et, en 2000, l’entreprise a reçu l’autorisation de développer l’unité n° 3 de la centrale nucléaire de Shimane. La construction devait commencer en mars 2003.
Pendant cette période, l’économie japonaise était chancelante. La demande des secteurs de l’acier et de la fabrication a chuté et, au cours de l’exercice 2002, les ventes d’électricité ont chuté pour la première fois en 15 ans. Dans l’ensemble, le chiffre d’affaires de l’entreprise a chuté de 2,3 % par rapport à 2001. Les efforts majeurs de réduction des coûts et de rationalisation de l’entreprise ont toutefois porté leurs fruits et le bénéfice net a atteint 349,4 millions de dollars, soit une augmentation de 70,8 % par rapport à l’année précédente.
Afin de survivre dans son nouvel environnement concurrentiel, la direction de CEPCO est restée concentrée sur le renforcement de son activité principale et le développement de nouvelles entreprises lucratives. L’entreprise s’est également efforcée de maintenir une image d’entreprise saine et a ciblé la préservation de l’environnement et la recherche et le développement comme points clés de sa philosophie de gestion. Bien que l’industrie de l’électricité japonaise soit certaine de connaître d’autres changements, CEPCO semblait être sur la bonne voie pour réussir à l’avenir.

## Falsification
Le 31 octobre 2006 le journal Asahi Shinbun a été informé que les procès-verbaux de surveillance de CEPCO sur le barrage de Doyo ont été falsifiés. Ce barrage est installé sur la rivière de Matano. Le 15 novembre on découvre que de grandes quantités d'eau de refroidissement de la centrale électrique de Shimonoseki étaient rejetées sans respecter les déclarations légales à faire par la compagnie.
Le tout menait vers un nouveau scandale concernant une compagnie électrique faisant suite aux mises en examen déjà en cours à l'encontre des compagnies d'électricité de Kansai, de Tōhoku et la Compagnie japonaise de l'énergie atomique (JAPCO). Ces sociétés avaient falsifié les données de surveillance des centrales nucléaires.